# Pitkäsaari (ö i Finland, Birkaland, Övre Birkaland, lat 62,23, long 24,01)
Pitkäsaari är en ö i Finland. Den ligger i sjön Uurasjärvi och i kommunen Virdois i den ekonomiska regionen  Övre Birkalands ekonomiska region  och landskapet Birkaland, i den sydvästra delen av landet, 230 km norr om huvudstaden Helsingfors. Öns area är 3,3 hektar och dess största längd är 490 meter i nord-sydlig riktning.